# Sonates d'Automne
Ne doit pas être confondu avec Sonate d'automne.
Les Sonates d'Automne est un festival de musique classique et plus particulièrement de musique de chambre se déroulant en Touraine, région Centre-Val de Loire.

## Histoire
Créé en 1991 par Jean-Christophe Gayot, le festival propose chaque année, au mois d'octobre, une série de concerts de musique de chambre en Touraine Sud dans les villes de Loches et Beaulieu-lès-Loches.

## Le festival
Installées en Touraine depuis 1991, les Sonates d’Automne convient chaque année en octobre les mélomanes à parcourir les grandes pages classiques et contemporaines du répertoire de la musique de chambre.
Les concerts, répartis sur deux week-ends dans les lieux emblématiques du patrimoine de Loches et de Beaulieu-lès-Loches, rassemblent une pléiade d’artistes de renom dans une programmation musicale originale et ambitieuse autour d’une thématique de correspondances artistiques, chaque édition, réinventée.
Privilégiant une relation conviviale entre le public et les musiciens - qu’ils soient solistes des grands orchestres ou concertistes - le Festival développe également, une démarche pédagogique autour des œuvres jouées avec la présentation des concerts et l’organisation de rencontres et d’expositions aux lisières de la musique et d’autres arts comme la poésie, la photographie ou la peinture.
Au fil des ans, le festival a su créer, par l’engagement de ses artistes, des connivences et des fidélités profondes, pour le partage de moments musicaux ouverts à tous.

## La direction artistique
La direction artistique est assurée par Jean-Christophe Gayot.
Une escapade touristique en 1990, un coup de cœur pour Loches et sa région, quelques rencontres déterminantes et enthousiastes autour de la musique, un premier concert salle des Templiers de Beaulieu-lès-Loches en 1990 et le projet d’organiser un rendez-vous musical l’année suivante en automne en l’église St-Laurent et c’est la naissance des Sonates d’Automne. Une belle aventure qui, depuis plus de vingt ans sous la direction artistique de Jean-Christophe Gayot, réunit chaque octobre, en Touraine à Loches et Beaulieu-lès-Loches, d’éminents solistes et concertistes, au service des grandes œuvres de la musique de chambre.
Charleville-Mézières place de la gare... juillet 1960. C’est au cours d’un concert de "la Philharmonie locale" donné au kiosque à musique immortalisé par Arthur Rimbaud dans le poème "A la musique" que Jean-Christophe Gayot, découvre à 10 ans, le hautbois qui sera à l’origine de sa vocation de musicien.

## Lieux des concerts
Entre Châteaux de la Loire et Parc naturel régional de la Brenne, Loches et Beaulieu-lès-Loches possèdent une étonnante richesse patrimoniale que les Sonates d’Automne investissent musicalement  chaque année pour leurs concerts.
Beaulieu-lès-Loches, vieille cité monastique construite autour d’une abbaye fondée en 1007 par le puissant Foulques III d'Anjou garde de cette époque de nombreux témoins, (abbaye, prieuré, hôtel de ville, maison des templiers, léproserie, maison d’Agnès Sorel).
Les élégantes voûtes angevines de l’église St Laurent offrent aux Sonates d’Automne leur merveilleux écrin acoustique pour les concerts du premier week-end.
La ville de Loches offre le panorama d’un des ensembles monumentaux les plus complets que nous ait légué le Moyen Âge : remparts, tours à bec, célèbre donjon, tour St Antoine, collégiale St Ours, Logis Royal de Loches où se croisent les destins de personnages célèbres de l’histoire de France comme Charles VII, Jeanne d’Arc, Agnès Sorel et Louis XI. 
L’église Saint Antoine de Loches au pignon "en escalier" consacrée en 1812 occupe l'ancien dortoir et réfectoire du couvent des Ursulines. C'est dans ce lieu récemment restauré que se déroule le concert de clôture du festival.